# Antodynerus multicolor
Antodynerus multicolor är en stekelart som först beskrevs av Henri de Saussure 1852.
Antodynerus multicolor ingår i släktet Antodynerus och familjen Eumenidae.

## Underarter
Arten delas in i följande underarter:
- Antodynerus multicolor dhufariensis
- Antodynerus mozambicanus